# Žiče (Slovenske Konjice)
Žiče is een plaats in Slovenië en maakt deel uit van de gemeente Slovenske Konjice in de NUTS-3-regio Savinjska. De plaats telde 618 inwoners op 1 januari 2020.